# Leucanopsis tanamo
Leucanopsis tanamo là một loài bướm đêm thuộc phân họ Arctiinae, họ Erebidae.